# ایساکا-ایووندرو
ایساکا-ایووندرو (به لاتین: Isaka-Ivondro) یک منطقهٔ مسکونی در ماداگاسکار است که در توآلانارو واقع شده‌است. ایساکا-ایووندرو ۹۸ کیلومتر مربع مساحت و ۱۳٬۰۰۰ نفر جمعیت دارد و ۱۷۲ متر بالاتر از سطح دریا واقع شده‌است.